# Jordi Fité Salvans
Jordi Fité Salvans (Sabadell, 15 de febrer de 1962) és un traductor, actor i director de teatre català. Llicenciat en filologia anglogermànica a la UAB (1987), va estudiar direcció teatral a The School of science of acting de Londres.

## Trajectòria
S'inicia en el món del teatre ja de ben jove. El seu pare, Salvador Fité, va ser director del grup Palestra i de la Joventut de la Faràndula. Això li va donar l’oportunitat de veure molts muntatges i també d’interpretar alguns primers papers. Comença a dirigir teatre el 1986, amb l’obra El país de les cent paraules, de Marta Mata, al Teatre La Faràndula. Després, al Teatre del Sol va compartir durant quatre temporades (1989-1993) les tasques de director de la companyia titular amb Ramon Ribalta, dirigint-hi L’amansiment de l’harpia de W. Shakespeare (direcció i disseny de vestuari), Revolt perillós de J. B. Priestley (direcció i disseny de vestuari), El ventall de C. Goldoni (direcció i disseny de vestuari), L’hort dels cirerers de Txèkhov (direcció) i Molt soroll per no res, de Shakespeare (direcció, disseny de vestuari i música original).
L’any 1995 marxa a Londres per fer un curs de direcció escènica a The School of the Science of Acting, i en tornar, es professionalitza, es fa membre de l’Associació d’Actors i Directors Professionals de Catalunya i funda el grup Il·lús Teatre, amb el qual ha creat i dirigit més de quaranta espectacles. En aquells primers anys de trajectòria professional va ser ajudant de direcció de Tamzin Townsend a Penjats de Tim Firth (Villarroel, 1999), Palabras encadenadas de Jordi Galceran (Teatro Infanta Isabel, Madrid, 2000) i Acosta’t de Patrick Marber (Villarroel, 2003). També de Carles Canut, a Crim perfecte, de F. Knott (Teatre Joventut, 2000) i Ferran Madico a Taurons de David Mamet (Villarroel, 2000).
El primer muntatge d’Il·lús Teatre, T’han enganyat, Immaculada! (1997), adaptació i dramatúrgia dels contes per a adults d’Enric Larreula, guanya el Premi al Millor Espectacle, a la III Mostra de Teatre de Barcelona. L’any 1998, per recuperar la tradició de poemes per Nadal, crea i dirigeix l’espectacle Res de nou aquest Nadal, a l’espai Àgora, de Sabadell, on durant divuit anys, cada Nadal, va presentar un nou espectacle. Amb els anys, a poc a poc, va anar creant un estil, un format qualificat de cabaret literari musical, amb poemes, escenes, monòlegs, articles periodístics, i sempre amb música en directe, que s'ha acabat convertint en una autèntica tradició sabadellenca. A partir del 2016, ha anat estrenant aquests espectacles a la Cavaurpí. Al llarg dels anys aquest cabarets han tocat diferents temàtiques: l’art, les paraules i la comunicació, la felicitat, el pas del temps, l’atzar, l’efímer, etc.
Amb Il·lús Teatre també ha escrit i dirigit espectacles commemoratius, com La veu de Mozart (2006), amb motiu del 250è aniversari del seu naixement, Absurd i Rebel, en el centenari del naixement d’Albert Camus, amb l’actor Joan Carreras, L’home d’Stratford (2016) per commemorar els 400 anys de la mort de William Shakespeare o Visca l’amor! (2024) en motiu dels cent anys de la mort del poeta Joan Salvat Papasseit.
Va ser el director artístic del projecte escolar de les òperes produïdes per l'Ajuntament de Sabadell: Brundibár de Hans Krása (2002, 2006 i 2009); Hansel i Gretel d’Engelbert Humperdinck (2004); El petit escura-xemeneies de Benjamin Britten (2005); La lluna en un cove d’Albert Carbonell i L’Arca de Noè de Benjamin Britten). També per a l’Ajuntament de Sabadell va ser el director artístic de la Cavalcada de Reis entre l'any 1994 i el 2000.
Ha compost diverses bandes sonores per a obres de teatre: Molt soroll per no res, W. Shakespeare (Teatre del Sol, 1992-93); Margarida de Lola Anglada (adap. Anna Fité); Bruixes a Salem d’Arthur Miller (lectura dramatitzada, Teatre Lliure, 1996); Estrella Delta d’Anna Fité (publicat per l’Ed. La Galera, col. Tramoia); T’han enganyat Immaculada, d’Enric Larreula (Casal Pere Quart, Sabadell, 1997); La mort d’un viatjant d’Arthur Miller (Lectura dramatitzada, Teatre Lliure, 1999).
Durant uns anys es dedica, també, a la pedagogia de la llengua anglesa. El teatre serà la porta d’entrada a la traducció. Bruixes a Salem, d’Arthur Miller, per a l’Associació d’espectadors del Teatre Lliure (1996), Passat el riu, de Joe DiPietro (Teatre Romea, 2007, direcció d’Oriol Broggi), Molly Sweeney de Brian Friel (Temporada Alta i Festival Grec, de Barcelona, direcció de Miquel Gorriz, obra amb la qual obtenen el 5è Premi Quim Masó, 2011), Variacions enigmàtiques, d’Eric Emmanuel Schmitt (Teatre Villarroel, 2008, dirigida per Christophe Lidon, Afterplay, també de Brian Friel, 2013), Sala Àtrium (direcció d’Imma Colomer) o Medea, en la versió que Ben Power va fer per al National Theatre, estrenada al Teatre Lliure el 2018 i dirigida per Lluís Pasqual.
Ben aviat comença a traduir poesia per a alguns dels espectacles que crea i dirigeix amb Il·lús Teatre. Té traduïts tots els Sonets, de William Shakespeare. Van ser la base dels sis espectacles que UiU Promotors i la companyia Il·lús Teatre van coproduir per difondre aquesta obra única i referencial de la poesia amorosa: Mentre el món respiri (2015, amb Aina Clotet i Bernat Quintana); Shakespeare’s Sonnets (2016, amb Sílvia Bel i Oriol Padrós); I love you so (2017, amb Laura Conejero i Jordi Boixaderas); Viuràs en el meu vers (2018, amb Laura Conejero i Jordi Boixaderas); Tots els dies són nits (2019, amb Joan Carreras) i Feliç, perquè t’estimo (2023, amb Jaume Madaula, Pep Muñoz, Mariona Ribas, Marta Tricuera i els músics Marina Prades, Carolina Bartumeu i Oriol Padrós).
Ha publicat algunes traduccions, tant de teatre com de poesia i també novel·la: Poemes de guerra, de Wilfred Owen (Edicions de 1984), Sir Thomas More d’Anthony Munday i William Shakespeare (Ed. Adesiara) o Silas Marner de George Eliot (Edicions de 1984). Per encàrrec d’Edicions de 1984, ha traduït l’obra completa de la poeta nord-americana Elizabeth Bishop.

## Premis i reconeixements
- 1998 - Premi al Millor Espectacle de la III Mostra de Teatre de Barcelona (organitzada per l'Associació d’Actors i Directors Professionals de Catalunya, Artenbrut, Aisge i Barcelona TV) per T’han enganyat, Immaculada!, adaptació i dramatúrgia dels contes per a adults d’Enric Larreula. Amb la companyia Il·lús Teatre.
- 2011 - 5è Premi Quim Masó, amb el projecte Molly Sweeney, de Brian Friel. Traducció: Jordi Fité, direcció: Miquel Gorriz i producció: Eteri Producció.
- 2024 - XX Premi de Traducció de Poesia Jordi Domènech,[5] per la traducció de Contraatac i altres poemes, de Siegfried Sassoon.[6]